# Alhais
Alhais ist ein Ort und eine ehemalige Gemeinde (Freguesia) im portugiesischen Kreis Vila Nova de Paiva. Die Gemeinde hatte 522 Einwohner (Stand 30. Juni 2011).
Am 29. September 2013 wurden die Gemeinden Alhais, Fráguas und Vila Nova de Paiva zur neuen Gemeinde União das Freguesias de Vila Nova de Paiva, Alhais e Fráguas zusammengeschlossen.